# Asedio de Waterford
El asedio de Waterford ocurrió en 1649-50 durante la conquista que llevó a cabo Oliver Cromwell en la isla de Irlanda. La ciudad estaba ocupada por las tropas confederadas irlandesas y las realistas inglesas bajo el mando del general Thomas Preston. El asedio lo ejecutaron los ejércitos parlamentaristas ingleses bajo el mando de Oliver Cromwell, Michael Jones y Henry Ireton.

## Waterford, ciudad católica, 1641-49
Waterford era una ciudad mayoritariamente católica y al igual que la mayoría del resto de ciudades del sureste, había apoyado a la causa confederada desde la rebelión del 41. A finales de 1641, los refugiados protestantes desplazados por los insurgentes llegaron a la ciudad, creando mucha tensión entre los habitantes católicos. El alcalde quería protegerlos, pero el regidor y varios de los concejales querían despojarlos de sus propiedades y dejar entrar a los rebeldes que llegaron al exterior de las murallas a principios de 1642. Al principio, la facción de rehusar la admisión de fuerzas rebeldes por parte del alcalde tuvo éxito, pero en marzo de 1642, prevaleció la facción del gobierno municipal a favor de la rebelión. Los protestantes que se encontraban en Waterford fueron expulsados, en la mayoría de los casos fueron embarcados hacia Inglaterra, en ocasiones sufrían pillaje por parte de la chusma de la ciudad y posteriormente se permitió la entrada a las tropas confederadas. En 1645 las tropas de la confederación bajo el mando de Thomas Preston también asediaron y tomaron el fuerte de Duncannon a los ingleses, eliminando así la amenaza de embarcaciones que llegasen y partiesen desde Waterford.
La comunidad política de Waterford poseía renombre por sus intransigentes políticas católicas. En 1646, un sínodo de obispos romano católicos con sede en la ciudad, excomulgaron a cualquier católico que soportase tratos entre Confederados y Realistas, que no permitiesen la libre práctica de la religión católica. Finalmente a modo de unir fuerzas para afrontar a su enemigo común, el parlamento inglés, que era tanto hostil como anticatólico al rey, los confederados acordaron en 1648 un tratado con Carlos I. En agosto de 1649 los Parlamentaristas desembarcaron en Dublín una fuerza expedicionaria mayor bajo el mando de Oliver Cromwell. El ejército Parlamentarista inglés Nuevo Modelo llegó en octubre de 1649 a asediar Waterford. Uno de los objetivos declarados por Cromwell para invadir Irlanda consistía en castigar a los irlandeses por el maltrato de protestantes en 1641. El historial de Waterford con políticos católicos partisanos, provocó gran temor entre la población de la ciudad. Temor que fue acentuado por el destino de Drogheda y por la reciente toma, saqueo y masacre de guarniciones por las fuerzas de Cromwell en Wexford.
En la guerra de Irlanda Waterford era estratégicamente muy importante. Su puerto permitía importar armas y suministros de la Europa continental y su posición geográfica comandaba la entrada de los ríos Suir y Barrow.

## Primer asedio, noviembre-diciembre de 1649
Antes de asediar Waterford, Oliver Cromwell tenía que tomar las guarniciones adyacentes que tenían las tropas Realistas y confederadas a modo de asegurar sus líneas de comunicaciones y suministros. Duncannon cuyo fuerte comandaba el pasaje marino hacia Waterford, fue asediada por los Parlamentaristas de Henry Ireton desde el 15 de octubre hasta el 5 de noviembre. Sin embargo, aguantó el asedio gracias a la enconada resistencia que ofreció su guarnición mandada por Edward Wogan. Este hecho impidió el transporte de  artillería pesada hacia Waterford por mar.
New Ross se rindió a Cromwell el 19 de octubre y Carrick-on-Suir fue tomada el 19 de noviembre. El 24 de noviembre se rechazó un contraataque sobre Carrick de tropas irlandesas del Ulster bajo el General Geoghegan, dejando a 500 de sus hombres muertos. Habiendo aislado a Waterford desde el este y el norte, Cromwell llegó ante la ciudad el 24 de noviembre. Sin embargo, Waterford todavía contaba con acceso para refuerzos desde el oeste, por lo que en el curso de una semana entraron un total de 3000 soldados (del ejército confederado del Ulster) con Richard Farrel. El clima era extremadamente frío y húmedo por lo que las tropas Parlamentaristas sufrieron fuertes enfermedades. De unos 6500 soldados Parlamentaristas ingleses  que asediaron Waterford en 1649, solo unos 3000 se encontraban adaptados en el momento en que se descartó el asedió. Añadido a esto, Cromwell no fue capaz de hacer mucho avance en la toma de la ciudad. La captura de un fuerte en Passage East le permitió traer armas de asedio por el mar, pero la humedad le imposibilitó transportarlas lo suficientemente cerca de las murallas de Waterford para usarlas. Eventualmente el 10 de diciembre Cromwell tuvo que descartar el asedio y marchar hacia los cuarteles de invierno de Dungarvan. Entre sus bajas se encontraba el comandante Michael Jones, el cual murió de enfermedad.

## Segundo asedio, enero-agosto de 1650
La ciudad no fue duramente asediada de nuevo hasta junio de 1650, pero en los meses en que tuvo lugar la intervención estuvo firmemente aislada. En enero, se cortó el acceso hacia el oeste y en junio, Henry Ireton el comandante Parlamentarista llegó ante las puertas. En este momento Waterford se encontraba en manos del general irlandés Thomas Preston. La guarnición de Preston no solo se encontraba con escasez de alimentos, sino que también se había extendido una epidemia por la ciudad (se cree que plaga bubónica) que mató hasta 400 personas que se encontraban dentro de ella. Además, la caída de Carlow (a unos 70 km al norte de Waterford) en julio, significaba que no se podría volver a proporcionarle suministros a Waterford vía el río Barrow.
Henry Ireton ordenó a sus hombres cavar trincheras a modo de poder acercar lo suficiente sus armas de asedio para abrir una brecha en las murallas y también bloqueó el puerto de Waterford con una flota naval Parlamentarista. A finales de julio, su artillería se encontraba al alcance de las murallas. En este punto, el alcalde y los concejales de la ciudad suplicaron junto a Preston la rendición. Este último contaba con menos de 700 tropas y tan solo con 500 libras de pólvora y por tanto no se encontraba en posición de resistir un asalto, además de encontrarse gravemente enfermo. Si la ciudad caía por asedio se entendía que no se respetarían las vidas y propiedades de sus defensores. Como resultado de estas consideraciones, Preston rindió sin lugar a dudas la ciudad el 10 de agosto de 1650. Se permitió que sus tropas marchasen hacia Galway o Athlone, las cuales se encontraban todavía en manos católicas, pero había rendido toda la artillería, munición y navíos en Waterford. Las cercanías de Duncannon se rindieron el 12 de agosto.